# Cucina etiopica

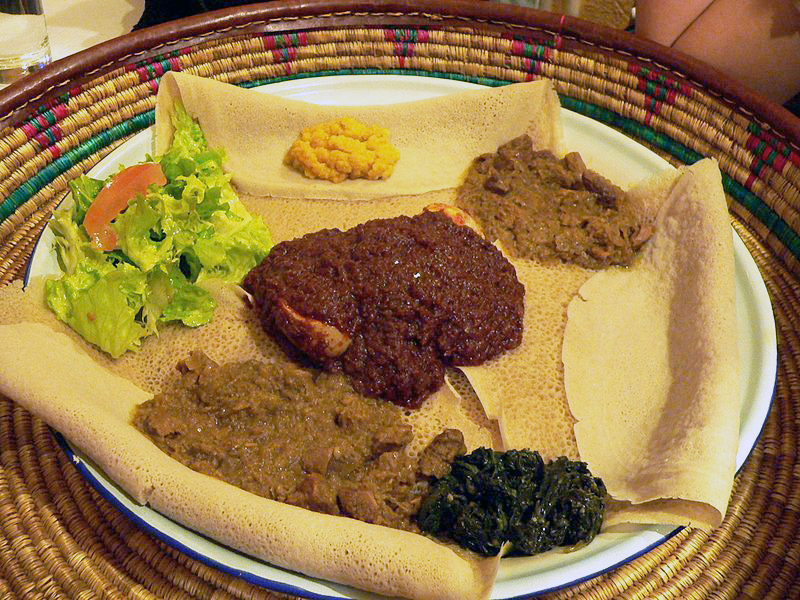
Alicha, piatto consistente in un insieme di injera e diversi tipi di Wat (stufato), tipico della cucina etiopica ed eritrea.

La cucina etiope è molto simile a quella eritrea ed è costituita da piatti speziati di carni e verdure, normalmente sotto forma di wat (o wot), uno stufato, servito con injera, una specie di piadina, dal diametro di circa 50 cm fatta con farina di teff. Gli etiopici mangiano utilizzando la mano destra, che con l'ausilio di un pezzo di injera raccoglie piccole porzioni di pietanza dal piatto comune posto sul tavolo basso da pranzo. Le posate sono raramente impiegate per mangiare questi piatti.
La Chiesa Etiope prescrive un certo numero di giorni di digiuno (tsom Ge'ez: ጾም ṣōm), che comprendono i mercoledì, i venerdì e l'intero periodo della quaresima, pertanto la cucina etiopica è costituita da molti piatti appartenenti alla cucina vegana (in amarico: ye-tsom የጾም ye-ṣōm, in tigrino: nay-tsom ናይጾም nāy-ṣōm). Questo ha portato i cuochi etiopi a sviluppare una ricca gamma di oli da cucina: oltre a quelli di sesamo e cardamomo, la cucina etiope impiega anche quelli di nug (scritto anche noog, conosciuto anche come semenero).

## Cibo etiopico

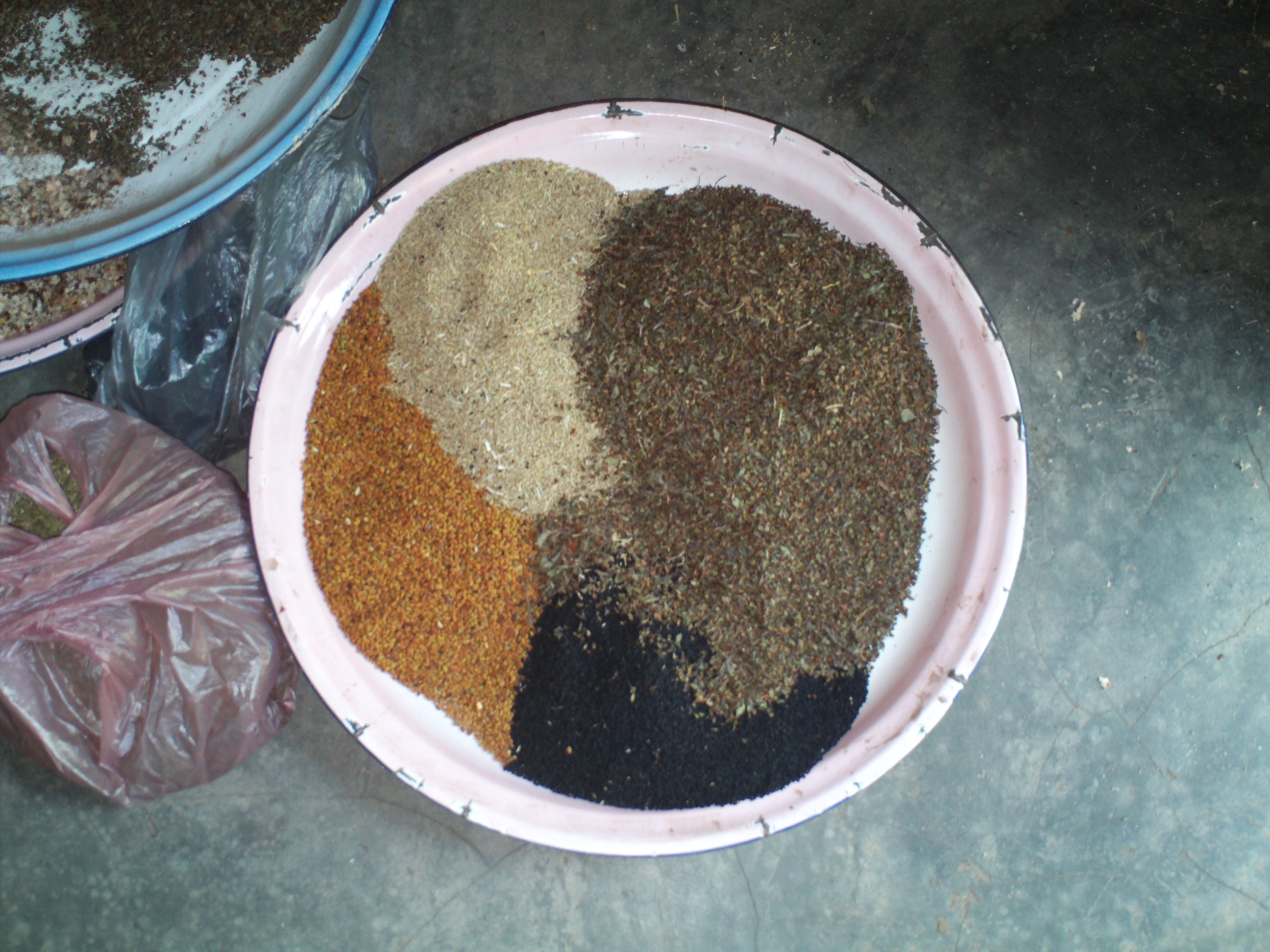
Pepe bianco, korarima, pepe nero e fieno greco (in senso orario dall'alto), usati con chili e sale per preparare il berberé, un spezie alla base di molti piatti etiopici.

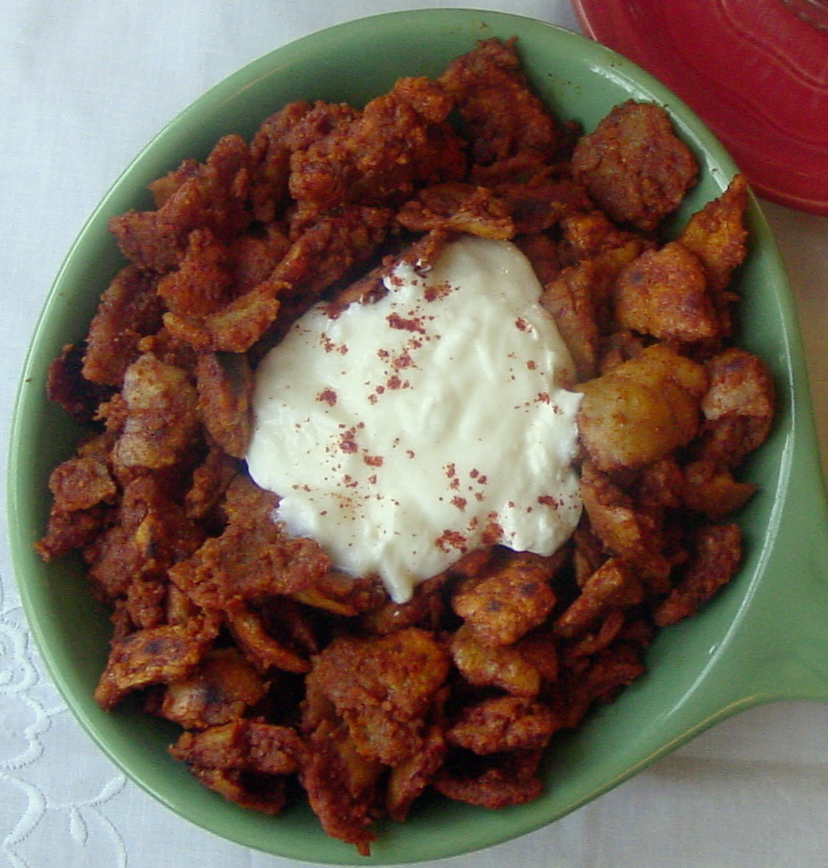
Fit-fit fatto con kitcha (pane azimo), niter kibbeh (burro chiarificato) e berberé è un tipico piatto per la colazione.

La cucina etiope è costituita, per lo più, da pane, stufati (conosciuti come Wat), cereali e spezie. Tipicamente, un pasto etiope è costituito da una combinazione di injera (focaccia) con wat diversi, ma ogni gruppo culturale dispone della unica variante. Uno spuntino tipico è costituito da piccoli pezzi di pane chiamato dabo kollo o grani locali chiamati kollo. La pasta è spesso disponibile in tutta l'Etiopia, comprese le zone rurali. Il caffè fa anche parte della cultura culinaria dell'Etiopia, servito dopo ogni pasto o nella cerimonia del caffè riservata alle occasioni speciali (invito di amici o feste particolari).
Il Berberé, una combinazione di chili ed altre spezie (analoghe a quelle usate nella cucina del sud-ovest degli Stati Uniti), è un ingrediente importante usato in molte preparazioni. Essenziale è anche il niter kibbeh, un burro chiarificato aromatizzato con zenzero, aglio e diverse altre spezie.
Il wat è uno stufato che si prepara con molta cipolla rossa, fatta saltare in un tegame fino a ridurne l'acqua in essa contenuta. Dopo la cottura della cipolla si aggiunge, niter kibbeh (o in caso di piatti vegani, oli vegetali, berberé, keiy (amarico: ቀይ ḳey, tigrino, Ge'ez: ቀይሕ ḳeyyiḥ; "red")) wat, o si può omette il berberé nell'alicha wat o alecha wat (amarico: አሊጫ ālič̣ā). Nel caso il berberé fosse troppo speziato, i cuochi lo inseriscono prima del kibbeh o dell'olio in modo che cuocendo perde parte del suo gusto piccante. La carne di manzo (siga, Ge'ez: ሥጋ śigā), pollo (amarico: ዶሮ dōrō, tigrino: ደርሆ derhō), il pesce (amarico: asa), capra o agnello (amarico: beg, tigrino በግዕ beggiʻ) viene aggiunta successivamente. I legumi come i piselli (amarico: ክክ kik, tigrino: ዓተር ater) o lenticchie (amarico: ምስር misir, tigrino: ብርስን birsin), o verdure come patate (dinich, amarico: ድንች dinič, tigrino ድንሽ diniš), carote e bietole (tigrino: costa) vengono spesso impiegate nella preparazione del wat.

### Tibs
Carne e verdure vengono saltate in tegame per la preparazione di tibs (anche tebs, t'ibs, tibbs, etc., Ge'ez ጥብስ ṭibs). Il tibs, nella versione normale o speciale, "special tibs", viene servito in un piatto caldo con verdure (insalata mista). Il viaggiatore europeo Remedius Prutky, che visitò l'Etiopia alla metà del XVIII secolo, descrisse il tibs come una porzione di carne grigliata servita "per dimostrare particolare ospitalità o mostrare rispetto verso un ospite di riguardo."

### Kitfo
Altro piatto della tradizione etiopica è il kitfo (spesso chiamato ketfo), che consiste in carne cruda di manzo macinata e lasciata macerare in mitmita (Ge'ez: ሚጥሚጣ mīṭmīṭā, una polvere di chili molto piccante) e niter kibbeh. Il Gored gored è molto simile al kitfo, ma si prepara con tocchetti di carne invece che di macinato.

### Colazione
Il Fit-fit o fir-fir (Ge'ez: ፍርፍር firfir; ፍትፍት fitfit), fatto con listarelle di injera con spezie, è un piatto molto comune per la colazione. Un altro piatto per la colazione molto comune è il dulet (Ge'ez: ዱለት dūlet), un miscuglio, molto speziato, di trippa, fegato, carne e pepe con injera. La fatira è costituita da un dolce fritto realizzato con farina, spesso con uova, e mangiato con il miele. La chechebsa (o kita firfir) somiglia ad un pancake ricoperto di berberé e kibbeh, o spezie, e viene mangiato con un cucchiaio.

### Snack
Il Kolo è orzo arrostito spesso servito in un cono di carta. Anche il popcorn è molto diffuso.

## Bevande
Il Tej è un forte idromele, simile al mead, frequentemente servito nei bar (in particolare, in una tej bet; Ge'ez: ጠጅ ቤት ṭej bēt, "tej house"). Katikala e araki sono dei superalcolici locali molto forti ma altrettanto economici.
La Tella è una birra artigianale servita nei bar, chiamati anche "buna bets" (coffee houses).
Il caffè (buna) viene definito come originario dell'Etiopia, dove è uno dei maggiori elementi dell'economia nazionale ed è la principale bevanda nazionale. Altrettanto importante è la cerimonia del caffè che accompagna l'offerta della bevanda, servita talvolta da una jebena (ጀበና), un recipiente in porcellana nel quale viene preparato. Vengono torrefatti i semi del caffè, che vengono portati in giro per la stanza in modo che gli astanti possano odorare il profumo del caffè. Poi viene macinato il caffè utilizzando uno strumento tradizionale chiamato mokecha. Il caffè in polvere viene messo in una jebena, bollito in acqua, e poi servito in tazzine chiamate si'ni. Il caffè è servito solitamente con lo zucchero, ma è anche servito con sale in molte parti dell'Etiopia. Snack come pop-corn o orzo possono essere serviti con il caffè. Nella maggior parte delle case esiste un'area dedicata al caffè, circondata da piante d'appartamento, con mobili speciali per la caffettiera. Una cerimonia completa prevede tre giri di caffè (Abon, Tona Bereka) ed è accompagnata dalla combustione di incenso.
Ambo è un'acqua minerale frizzante, di una sorgente della città di Ambo.
Atmet è una bevanda a base di farina di orzo e avena, che viene cotta con acqua, zucchero e Kibe (burro chiarificato etiope) fino a quando gli ingredienti si sono miscelati ed assumono una consistenza leggermente più spessa dello zabaione. Anche se questa bevanda viene spesso somministrata a donne che allattano, la dolcezza e consistenza la rendono una bevanda per tutti coloro che ne amano il sapore.

## Stile di servizio
Un mesob (Ge'ez: መሶብ mesōb) è un tavolo su cui il cibo è tradizionalmente servito. Il mesob di solito è intessuto di paglia, e ha una protezione tenuta su di esso fino al momento del pasto. Poco prima che il cibo sia pronto, vi viene posta su una bacinella d'acqua con sapone per il lavaggio delle mani. Quando il cibo è pronto, viene tolta la protezione dal mesob e il cibo è posizionato su di esso. Alla fine del pasto viene riportata la bacinella di acqua col sapone per lavarsi nuovamente le mani.

## La cerimonia del caffè
Alla fine di ogni pasto etiope si svolge quasi sempre il rito del caffè, che costituisce praticamente l'elemento che completa il tipico pranzo del paese.
Nel paese il caffè, chiamato "buna", è molto diffuso e costituisce per l’esportazione uno dei prodotti più comuni e che portano più reddito, e gli etiopi portano molto rispetto verso questo prodotto.

### Preparazione
Dopo un pranzo a base di injera e wot, viene fatta la cerimonia del caffè; a prepararla è una delle donne di casa che come prima cosa inizia a dare aria e fragranza in un angolo della casa, spargendo dell'erba fresca presa dall'esterno.
Per aumentare l’intensità e creare ancora più atmosfera, la donna sparge dell’incenso nella stanza dopo averlo scaldato nel braciere di carbone, sempre nell’angolo in cui si è messa per dare il via alla tradizionale cerimonia.
Il rito prosegue e la donna arrostisce i chicchi verdi di caffè, facendoli agitare in una scodella concava affinché si possano tostare in modo omogeneo.
Quando i chicchi di caffè sono tostati ritorna di nuovo dai commensali per far sentire la fragranza dell’aroma del caffè tostato, e poi ritorna nella sua postazione nell'angolo della casa.
Dopodiché col mortaio e il pestello inizia a rendere i chicchi appena tostati in polvere di caffè.
La donna poi ritorna nuovamente nella sala da pranzo, però questa volta con la tradizionale brocca d'argilla tonda e panciuta alla base, con un lungo collo laterale che termina in un beccuccio. 
Riscalda l’acqua della brocca e aggiunge il caffè, e poi inizia a bollire tutto.
Appena il caffè è pronto lo versa all'interno delle tazzine senza manico e aggiunge lo zucchero e del ramoscello di ruta.
Tutte le procedure della preparazione del caffè sono terminate e la donna può finalmente portarlo in tavola e servirlo agli ospiti.
Dopo che i commensali hanno bevuto il caffè, la donna prende le tazzine, ci aggiunge dell'acqua e fa il secondo giro della bevanda, utilizzando gli stessi metodi di prima.
In Etiopia è tradizionale fare almeno tre giri di caffè, poiché, il primo, che è più forte, lo bevono i padri, il secondo le madri ed infine il terzo i bambini, dato che sono piccoli e il caffè è meno intenso.
In generale l'intensità del caffè è abbastanza forte, però è fondamentale per accompagnare un corposo e piccante pasto come quello etiope.